# Alexandre Duval (restaurateur)
Pour les articles homonymes, voir Duval et Alexandre Duval (homonymie).
Jules Alexandre Duval (né le 20 janvier 1847 et mort le 15 février 1922), est un entrepreneur et un restaurateur français, héritier et dirigeant de la société des Bouillons Duval.

## Biographie

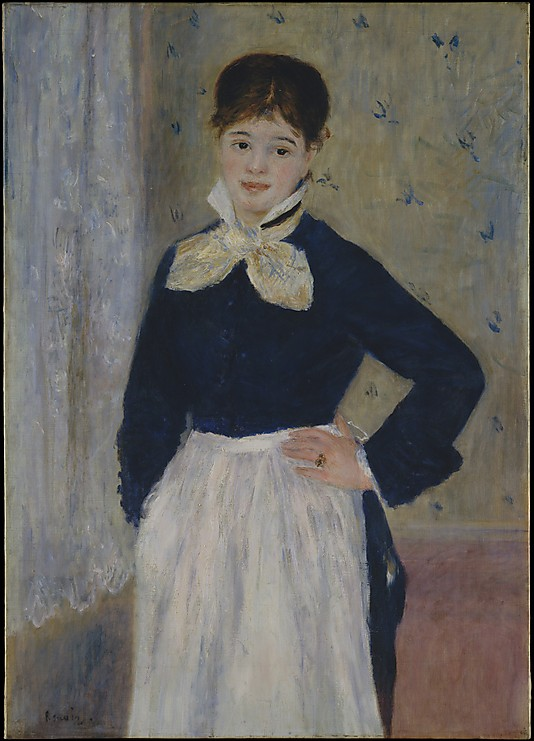
Auguste Renoir : Une serveuse du restaurant Duval, ca 1875, Metropolitan Museum of Art.

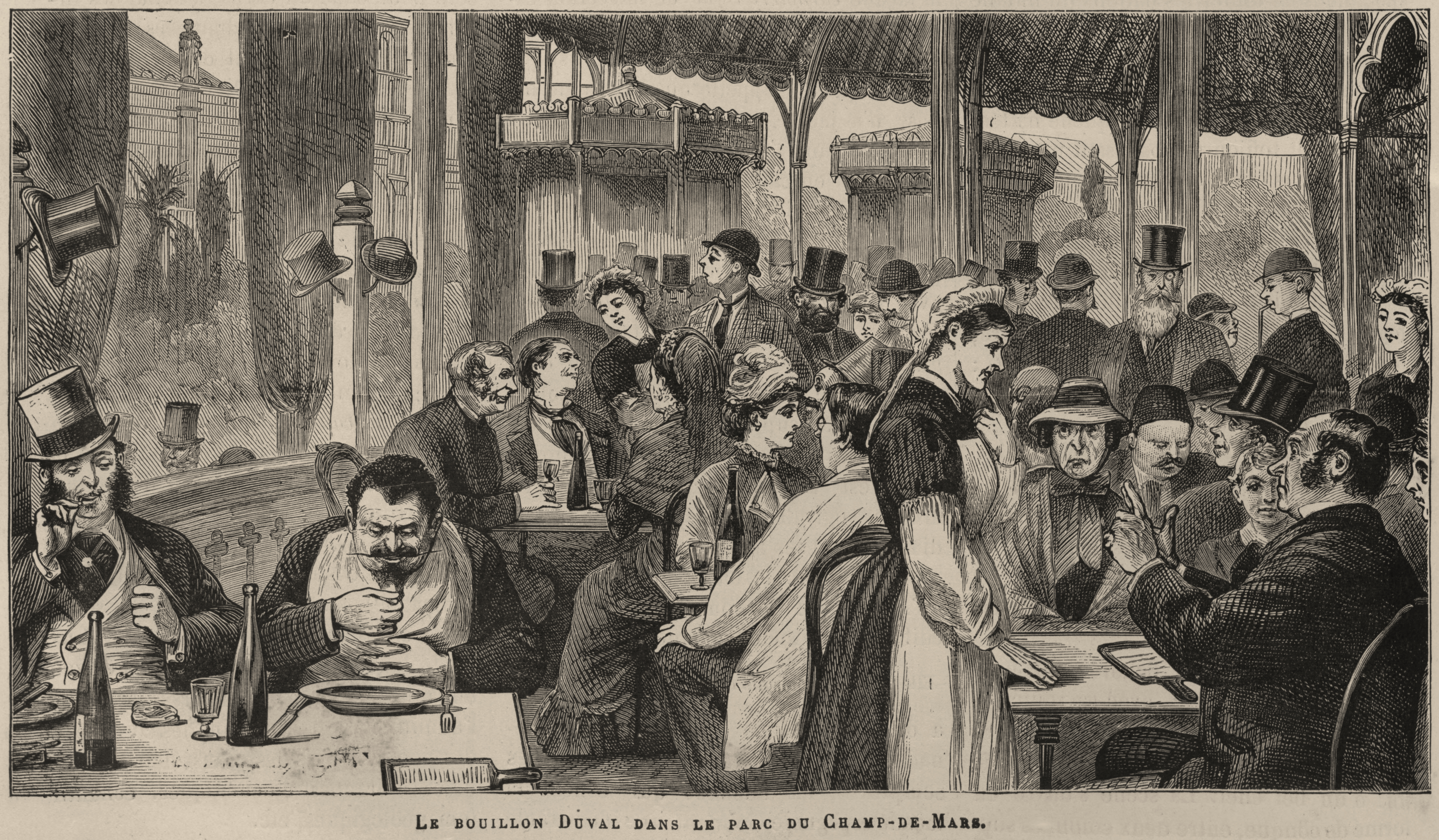
Anonyme : Le Bouillon Duval dans le parc du Champ-de-Mars installé pour la durée de l'exposition universelle de 1878.

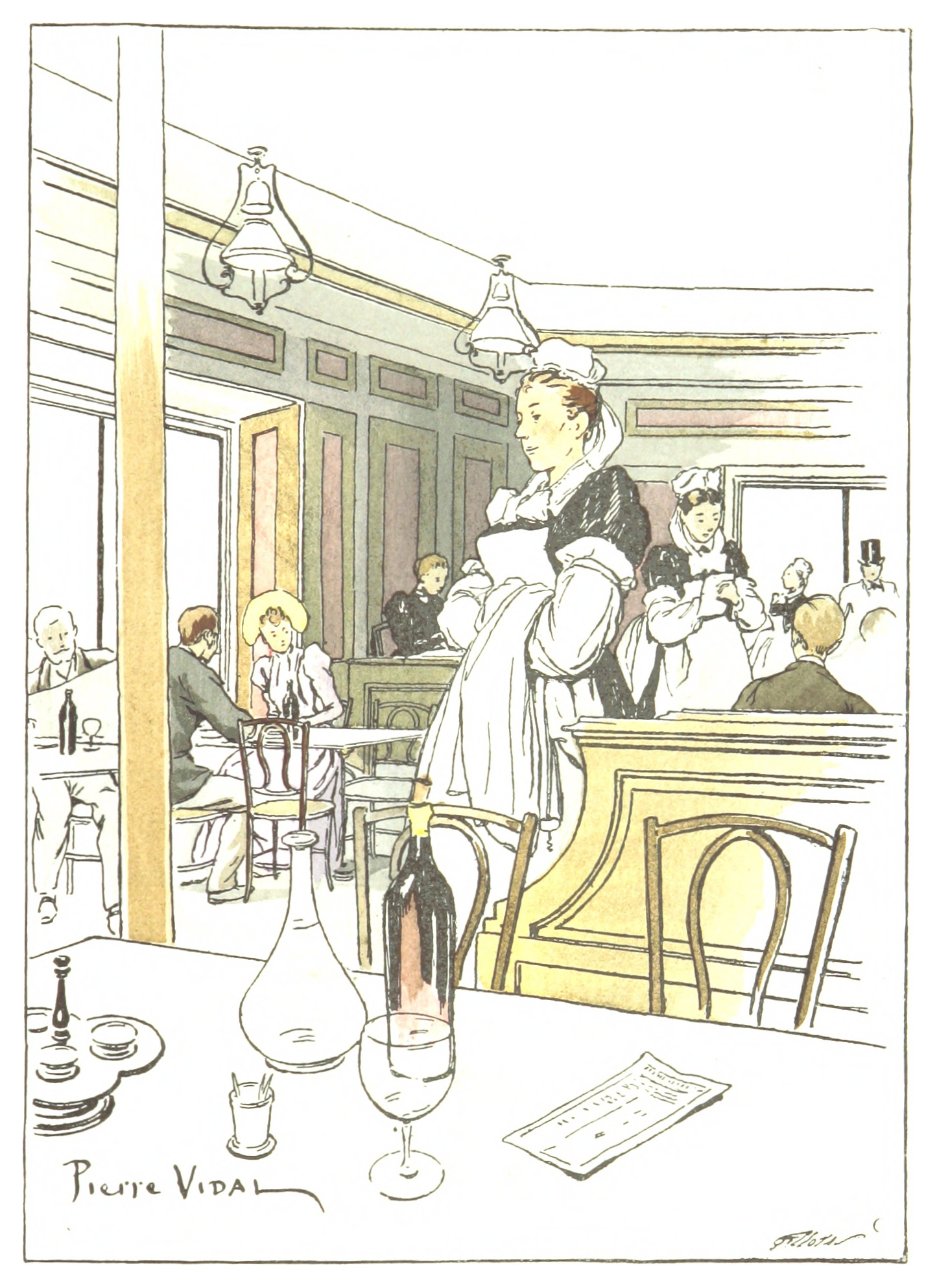
Pierre Vidal : Au Bouillon Duval, publié dans Paris qui consomme (1893) d'Émile Goudeau.

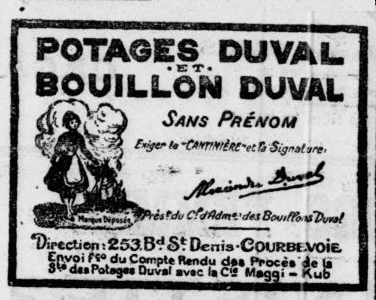
Publicité pour le potage et le bouillon Duval (1919) vendus en épicerie et fabriqués à Courbevoie : on notera la référence à Maggi Kub, entreprise avec laquelle Alexandre Duval fut en procès.

Jules Alexandre Duval est le fils d'Anne-Ernestine Bertrand, bouchère, et du boucher des Halles Adolphe-Baptiste Duval (1811-1870), qui développa sous le Second Empire le concept du restaurant populaire de type « bouillon » à Paris en ouvrant un premier établissement en 1854 rue de la Monnaie, puis de nombreux autres les années suivantes. À proximité de sa première boucherie établie no 15 de la rue Coquillière, Adolphe-Baptiste Duval ouvrit une deuxième brasserie, en 1856, rue Montesquieu, où les serveurs et serveuses avec le tablier blanc de la boucherie servaient des bouillons de bœuf, un restaurant plus vaste, de type table populaire, qui propose pour moins de quarante sous (2 francs) un plat unique aux ouvriers des Halles et aux bâtisseurs du colossal chantier Haussmann. Le père Duval ouvrit de nouvelles boucheries dans tout Paris (par exemple au 31 rue Tronchet en 1859), ciblant la clientèle bourgeoise, et grâce à ses bouillons populaires, créa par l'intégration verticale, une entreprise florissante. Le père Duval fut activement impliqué dans le carnaval de Paris et la promenade du bœuf gras, suivant la tradition des bouchers parisiens. Le succès est considérable : le Bouillon-Duval ouvre une échoppe durant l'exposition universelle de 1867, puis fait même des émules à Saint-Pétersbourg en 1868, et l'année suivante la société entre à la bourse de Paris via un emprunt obligataire.
Alexandre Duval développa le concept de son père et ouvrit plusieurs restaurants dont les fameux Bouillons Duval (ce qui lui valut le surnom ironique de « Godefroi des Bouillons », par référence à Godefroy de Bouillon) et aussi celui de « Petite Marmite », du fait de son habitude à porter un demi haut-de-forme, un chapeau dit « cronstadt ». 
Durant le siège de Paris, Alexandre Duval obtient du général Trochu l'ouverture des bouillons Duval et la possibilité de servir des repas à prix modérés.
Vers 1875, Auguste Renoir peint le portrait Une serveuse au restaurant Duval. En 1879, Aristide Bruant écrit les paroles de La Caissière du bouillon Duval. Le 31 mai 1884, le Bouillon de la salle Montesquieu accueille la première réunion des fondateurs de la Société des artistes indépendants.
Chaque jour, il se rendait au 21 rue Saint-Fiacre, à son siège social, où venaient au rapport tous les grands chefs de ses maisons qui, en 1900, comptaient 2 200 employés (dont 75 % de femmes). « On sait combien Alexandre Duval, ce parfait Parisien, avec son chapeau cronstadt, sa lavallière à pois, ses guêtres blanches, était populaire dans tous les milieux où l'on s'amusait. Les revenus de ses restaurants lui permettaient une oisiveté bien pourvue». Durant l'exposition universelle de 1889, sa société assure le service restauration des visiteurs.
À partir de 1896, les frères Frédéric et Camille Chartier, en s'inspirant du concept des bouillons Duval viennent concurrencer ses établissements.
Le 20 octobre 1911, il est nommé officier de la Légion d'honneur à la suite d'un rapport du ministère du Commerce.
En mars 1919, il est à l'origine d'une nouvelle polémique quand il se heurte aux « baraques Vigrain », ouvertes par Ernest Vilgrain, chargé du ravitaillement par le Gouvernement, et rappelle dans la presse, que les bouillons Duval participent à l'effort général, et offrent de quoi manger pour à peine trois francs le repas (soit moins qu'avant guerre). En mai suivant, il devient pour la première fois comédien dans l'opérette Les Deux Aveugles créée au Français au bénéfice de l'Orphelinat des Arts. Dans les mois qui suivent, il s'en prend à la viande congelée, importée par bateau des colonies françaises. 
Juste avant sa mort, il ouvre un dernier bouillon, celui du restaurant du Palais-Bourbon.  
Sa mort, survenue le 15 février 1922 au 23 rue Georges-Bizet à la suite d'une péritonite, donne lieu à de nombreuses nécrologies dans la presse parisienne, qui rappelle son élégance vestimentaire, sa vivacité et son goût pour le théâtre.
Il est inhumé au cimetière de Passy, (15e division). 

### Vie privée
En 1872 la rupture théâtrale de la liaison passionnelle qu'entretenait le jeune Alexandre Duval avec la demi-mondaine Cora Pearl — pour laquelle il avait créé la recette de la « truite Cora Pearl » — fit la une des journaux. « M. Alexandre Duval, le fils du fondateur des établissements de bouillon que tout Paris connaît, s'est tué parce que Mlle Cora Pearl, lui ayant pris jusqu'à son dernier billet de mille francs, l'a jeté à la porte d'un hôtel qu'il avait acheté pour elle… M. Alexandre Duval lui avait donné un magnifique hôtel rue de Chaillot, une maison de campagne à Maisons-Laffitte, des chevaux, un train de maison splendide ». L'affaire fit d'autant plus scandale que certains gazetiers avides de sensationnel avaient exagéré la gravité des faits en insinuant que Duval s'était tué alors qu'en réalité sa blessure était superficielle.
Marié le 12 novembre 1879 à Marie Eugénie Henriette Chéron du Villiers (Paris 3e), le couple a trois trois enfants, dont l'acteur André Cheron,.
Alexandre Duval résidait en 1900 au 6 bis rue de Presbourg.
La société continua sous le nom de « Compagnie anonyme des Établissements Duval », déclarant après guerre un capital de 750 000 francs ; elle réalisait 700 000 francs de bénéfice en 1911, et en 1931, administrée par un certain M. Rabel, elle affiche un résultat de près de 2,298 millions de francs au titre des bénéfices. Elle est encore signalée à Paris, en 1937, à l'adresse du siège historique, rue Saint-Fiacre.

## Quelques Bouillons Duval

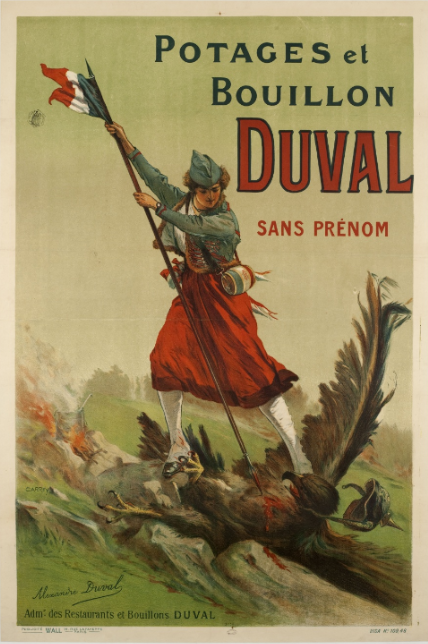
Potages et Bouillon Duval, affiche lithographiée (Paul Carrey, 1918).

Duval père ouvrit 14 établissements avant sa mort. Il en exista près de 250 à Paris, en province et hors de la France métropolitaine (Alger, Tunis), incluant sans doute des franchises, et sans compter les bouillons temporaires liés aux expositions internationales. Parmi ceux-ci :
- Bouillon Duval, rue de la Monnaie no 21 (quartier du Palais-Royal)
- Bouillon Montesquieu (1854), rue Montesquieu no 6 (quartier du Palais-Royal)[22]
- Bouillon Duval (avant 1878), rue du Quatre-Septembre no 1 (quartier Vivienne), près de la Bourse, au coin de la rue des Filles-Saint-Thomas[23]
- Bouillon Duval (avant 1878), rue des Filles-Saint-Thomas no 7 (quartier Vivienne), près de la Bourse[23]
- Bouillon Duval (avant 1878), rue Montmartre no 143[24] (quartier Vivienne), près de la Bourse[23]
- Bouillon Duval (avant 1878), boulevard de Sébastopol no 141 (quartier Bonne Nouvelle), Grands Boulevards[23], à l'angle du boulevard Saint-Denis, côté sud
- Bouillon Duval (avant 1878), boulevard Poissonnière no 11 (quartier Vivienne), Grands Boulevards[23] côté sud[25]
- Bouillon Duval (avant 1878), boulevard Montmartre no 21 (quartier Vivienne), Grands Boulevards[23]
- Bouillon Duval (avant 1878), boulevard de la Madeleine no 27 (quartier de la Madeleine), Grands Boulevards[23], qui a aussi pour adresse, en 1903, le no 10, place de la Madeleine, côté est[26]
- Bouillon Duval (avant 1878), rue de Turbigo no 45 (quartier des Arts-et-Métiers)[23] (près de la rue Saint-Martin)[26]
- Bouillon Duval Londres (1894), sur Charing Cross Road[27]
- Bouillon Duval (avant 1900), boulevard Saint-Germain no 170[28] près de la place Saint-Germain et à côté du Café de Flore (vers 1887) qui est au no 172 avec un restaurant au 1er étage[25]
- Bouillon Duval (avant 1900), avenue de l'Opéra no 31, même numéro que la Brasserie Universelle
- Bouillon Duval (avant 1900), boulevard des Capucines no 39, côté sud[25] ;
- Bouillon Duval (avant 1900), au coin du boulevard Magenta et de la rue Lafayette[25]
- Bouillon Duval (avant 1900), place du Havre no 12 et no 14 (près de la gare Saint-Lazare)[25]
- Bouillon Duval (avant 1900), rue de Strasbourg no 6 (près de la gare de l'Est)[25]
- Bouillon Duval (avant 1900), au coin des rues de Rome et de la Pépinière
- Établissement Duval (1901), rue de Clichy no 84, racheté et transformé en académie de billard en 1947, puis en Club Montmartre[29]
- Bouillon Duval (avant 1903), rue de Turbigo no 3 (près des Halles Centrales)[26]
- Bouillon Duval (avant 1903), place de la République no 17[26]
- Restaurant du Palais-Bourbon (1921), rue de Bourgogne (quartier des Invalides), dans l'ancien bureau de poste. Il a une capacité de 148 places. La presse signale parmi les nombreuses personnalités politiques présentes à l'inauguration Paul Causeret, Adéodat Compère-Morel, Arthur Levasseur, Émile Wetterlé ou encore Jules Duclaux-Monteil[15].
- Bouillon Gandon-Duval (?)